# Gagrella flava
Gagrella flava is een hooiwagen uit de familie Sclerosomatidae.